# Радослав Кавенцки
Радослав Кавенцки (пољ. Radosław Kawęcki; Глогов, 16. август 1991) пољски је пливач и репрезентативац. Његова специјалности је пливање леђним стилом, а примарна дисциплина му је 200 леђно. Кавенци је двоструки пољски олимпијац, вишеструки европски првак на 200 леђно и освајач медаља на светским првенствима.

## Каријера
Кавенцки је дебитовао на међународној сцени на европском јунироском првенству у Београду 2008. где је био 4. у финалу трке на 200 метара леђно, а прву медаљу освојио је у истој дисциплини на истом такмичењу годину дана касније.
На светским првенствима дебитовао је у Шангају 2011. где је успео да се пласира у финале трке на 200 леђно коју је окончао на петом месту. У децембру исте године освојио је два злата на 100 и 200 леђно на европском првенству у малим базенима.
Током 2012. учестовао је на неколико важних такмичења на којима је освојио неколико медаља. Прво је на европском првенству у Будимпешти освојио златно на 200 леђно, а на истом такмичењу успео је и да исплива квалификациону норму за ЛОИ 2012. у Лондону. У свом дебитантнском наступу на олимпијским играма Кавенцки је одлично отпливао финалну трку и на крају заузео високо 4. место на 200 леђно испливавши трку за 1:55,59 минута. Потом је освојио неколико првих места на такмичењима светског купа, да би годину окончао с титулом светског првака на 200 леђно у малим базенима.
На свом другом наступу на светским првенствима у великим базенима, у Барселони 2013. освојио је своју прву „велику” медаљу, сребро на 200 леђно. Исти резултат је поновио и две године касније, у Казању 2015.
Иако је на ЛОИ 2016. у Рио отишао као актуелни европски првак на 200 леђно (ту титулу је освојио три месеца раније) у Рију је пливао јако лоше и у све три дисциплине није успео да се пласира у финале. на 100 леђно био је 23, а у својој примарној дисциплини на 200 леђно заузео је тек 17. место у квалификацијама.
Серију лошијих резултата из 2016. наставио је и на светском првенству у Будимпешти 2017. где је био 17. на 100 леђно (54,52 секунде), односно 18. на 200 леђно (с временом 1:58,41 минута).
На светском првенству у корејском Квангџуу 2019. такмичио се у три дисциплине, а најбољи резултат је остварио у трци на  200 леђно коју је окончао на четвртом месту у финалу. У квалификацијама трке на 100 леђно заузео је тек 27. место, док је пољска штафета на 4×100 мешовито за коју је пливао заузела 21. место.